# Cilijarni neurotrofni faktor
Cilijarni neurotrofni faktor je protein koji je kod ljudi kodiran CNTF genom.
Ovaj protein je polipeptidni hormon i nervni faktor rasta. Smatra se da su njegove akcije ograničene na nervni sistem, gde on promoviše sintezu neurotransmitera i izrastanje neurita u određenim neuronskim populacijama npr. astrocitima. Ovaj protein je potentana faktor preživljavanja neurona i oligodendrocita, i moguće je da je relevantan u redukovanju destrukcije tkiva tokom upalnih napada. Mutacija ovog gena koja uzrokuje poremećeno splajsovanje, dovodi do deficijencije cilijarnog neurotrofnog faktora, međutim ovaj fenotip nije uzročno povezan sa neurološkim oboljenjem. Pored predominantnog monocistronskog transkripta koji potiče iz ovog lokusa, ovaj gen je takođe ko-transkribovan sa uzvodnim ZFP91 genom. Ko-transkripcija iz dva locija rezultuje u transkriptu koji sadrži kompletan kodirajući region za cink-prst protein, ali kome nedostaje kompletan kodirajući region za cilijarni neurotrofni faktor.

## Efekti zasićenosti
2001. godine je bilo objavljeno da u ljudskoj studiji, koja je ispitivala CNTF koristnost za tretman oboljenja motornih neurona, CNTF proizveo neočekivani i znatni gubitak težine kod studiranih subjekata. Dalja ispitivanja su utvrdila da CNTF može da umanji unos hrane bez izazivanja gladi ili stresa, što ga čini kandidatom za kontrolu težine kod leptin otpornih osoba. Za CNTF se misli da funkcioniše poput leptina, ali kroz non-leptin put.

## Aksokin
Aksokin je modifikovana verzija ljudskog cilijarnog neurotrofnog faktora sa 15 aminokiselina odstranjenih sa C terminusa i dve aminokiselinske supstitucije. Aksokin je tri do pet puta potentniji od CNTF na in vitro i in vivo testovima i on njegova stabilnost je poboljšana. Poput CNTF on je neurotrofni faktor, i on može da stimuliše preživljavanje nervnih ćelija. On je bio testiran tokom 1990-tih kao tretman za amiotrofičnu lateralnu sklerozu. On nije poboljšao kontrolu mišića u znatnoj meri, ali su učesnici ispitivanja prijavili gubitak apetita.
Klinička ispitivanja faze III za lečenje gojaznosti su sprovedena 2003. od strane kompanije Regeneron. Mali pozitivni efekat je bio demonstriran kod nekih pacijenata, ali lek nije bio komercijalizovan

## Interakcije
Za cilijarni neurotrofni faktor je bilo pokazano da interaguje sa Interleukin-6 receptorom.

## Literatura
- Sendtner M; Carroll P; Holtmann B (1995). „Ciliary neurotrophic factor.”. J. Neurobiol. 25 (11): 1436—53. PMID 7852996. doi:10.1002/neu.480251110.
- Sleeman MW; Anderson KD; Lambert PD (2000). „The ciliary neurotrophic factor and its receptor, CNTFR alpha.”. Pharmaceutica acta Helvetiae. 74 (2-3): 265—72. PMID 10812968. doi:10.1016/S0031-6865(99)00050-3.
- Schooltink H; Stoyan T; Roeb E (1993). „Ciliary neurotrophic factor induces acute-phase protein expression in hepatocytes.”. FEBS Lett. 314 (3): 280—4. PMID 1281789. doi:10.1016/0014-5793(92)81489-9.
- Masiakowski P; Liu HX; Radziejewski C (1991). „Recombinant human and rat ciliary neurotrophic factors.”. J. Neurochem. 57 (3): 1003—12. PMID 1861138. doi:10.1111/j.1471-4159.1991.tb08250.x.
- McDonald JR; Ko C; Mismer D (1991). „Expression and characterization of recombinant human ciliary neurotrophic factor from Escherichia coli.”. Biochim. Biophys. Acta. 1090 (1): 70—80. PMID 1883844.
- Negro A; Tolosano E; Skaper SD (1991). „Cloning and expression of human ciliary neurotrophic factor.”. Eur. J. Biochem. 201 (1): 289—94. PMID 1915374. doi:10.1111/j.1432-1033.1991.tb16286.x.
- Lichter P; Tang CJ; Call K (1990). „High-resolution mapping of human chromosome 11 by in situ hybridization with cosmid clones.”. Science. 247 (4938): 64—9. PMID 2294592. doi:10.1126/science.2294592.
- Winter CG, Saotome Y, Levison SW, Hirsh D (1995). „A role for ciliary neurotrophic factor as an inducer of reactive gliosis, the glial response to central nervous system injury.”. Proc. Natl. Acad. Sci. U.S.A. 92 (13): 5865—9. PMC 41602 . PMID 7597043. doi:10.1073/pnas.92.13.5865.
- Yokoji H; Ariyama T; Takahashi R (1995). „cDNA cloning and chromosomal localization of the human ciliary neurotrophic factor gene.”. Neurosci. Lett. 185 (3): 175—8. PMID 7753485. doi:10.1016/0304-3940(95)11254-T.
- McDonald NQ, Panayotatos N, Hendrickson WA (1995). „Crystal structure of dimeric human ciliary neurotrophic factor determined by MAD phasing.”. EMBO J. 14 (12): 2689—99. PMC 398387 . PMID 7796798.
- Saggio I; Paonessa G; Gloaguen I (1995). „Nonradioactive receptor binding assay for ciliary neurotrophic factor.”. Anal. Biochem. 221 (2): 387—91. PMID 7810882. doi:10.1006/abio.1994.1430.
- Takahashi R; Yokoji H; Misawa H (1994). „A null mutation in the human CNTF gene is not causally related to neurological diseases.”. Nat. Genet. 7 (1): 79—84. PMID 8075647. doi:10.1038/ng0594-79.
- Giovannini M, Romo AJ, Evans GA (1993). „Chromosomal localization of the human ciliary neurotrophic factor gene (CNTF) to 11q12 by fluorescence in situ hybridization.”. Cytogenet. Cell Genet. 63 (1): 62—3. PMID 8449041. doi:10.1159/000133504.
- Robledo O; Auguste P; Coupey L (1996). „Binding interactions of leukemia inhibitory factor and ciliary neurotrophic factor with the different subunits of their high affinity receptors.”. J. Neurochem. 66 (4): 1391—9. PMID 8627290. doi:10.1046/j.1471-4159.1996.66041391.x.
- Gutman CR, Strittmatter WJ, Weisgraber KH, Matthew WD (1997). „Apolipoprotein E binds to and potentiates the biological activity of ciliary neurotrophic factor.”. J. Neurosci. 17 (16): 6114—21. PMID 9236223.
- Cargill M; Altshuler D; Ireland J (1999). „Characterization of single-nucleotide polymorphisms in coding regions of human genes.”. Nat. Genet. 22 (3): 231—8. PMID 10391209. doi:10.1038/10290.

## Spoljašnje veze
- Ciliary+neurotrophic+factor на 